# Comuna de Radziejów
Radziejów (polaco: Gmina Radziejów) é uma gminy (comuna) na Polónia, na voivodia de Cujávia-Pomerânia e no condado de Radziejowski. A sede do condado é a cidade de Radziejów.
De acordo com os censos de 2004, a comuna tem 4386 habitantes, com uma densidade 47,4 hab/km².

## Área
Estende-se por uma área de 92,6 km², incluindo:
- área agricola: 95%
- área florestal: 0%

## Demografia
Dados de 30 de Junho 2004:
|                      | Total   | Total | Mulheres | Mulheres | Homens  | Homens |
| -------------------- | ------- | ----- | -------- | -------- | ------- | ------ |
|                      | pessoas | %     | pessoas  | %        | pessoas | %      |
| População            | 4386    | 100   | 2196     | 50,1     | 2190    | 49,9   |
| Densidade (pop./km²) | 47,4    | 100   | 23,7     | 23,7     | 23,7    | 23,7   |

De acordo com dados de 2002, o rendimento médio per capita ascendia a 1009,86 zł.

## Subdivisões
- Bieganowo, Biskupice, Broniewo, Broniewek-Płowki, Czołowo, Czołówek, Kwilno-Kłonówek, Opatowice, Piołunowo, Płowce, Pruchnowo, Przemystka, Skibin, Stary Radziejów-Kolonia, Stary Radziejów, Szostka Duża, Wąsewo-Kolonia, Zagorzyce.

## Comunas vizinhas
- Bytoń, Dobre, Kruszwica, Osięciny, Piotrków Kujawski, Radziejów